# Lanivo
Lanivo is een plaats en gemeente in Madagaskar gelegen in het district Vohipeno van de regio Vatovavy-Fitovinany. Er woonden bij de volkstelling in 2001 ongeveer 9000 mensen.
In de plaats is alleen basisonderwijs beschikbaar. 95% van de bevolking is landbouwer en 4,7% houdt zich bezig met de veeteelt. De belangrijkste gewassen zijn koffie, maar er wordt ook suikerriet, lychees en rijst verbouwd. 0,2% van de bevolking is werkzaam in de dienstensector en de overige 0,1% is werkzaam in de visserij.